# (35396) 1997 XF11
1997 أكس أف 11 (ويعرف أيضًا باسم (35396) 1997 أكس أف 11 وفق تسمية الكوكب الصغير) (بالإنجليزية: 1997 XF11)‏ هو كويكب ضمن حزام الكويكبات؛ وترتيبه 35396 من حيث الاكتشاف.
اكتُشف هذا الجُرم الفلكي بواسطة سبيس واتش في 6 ديسمبر 1997.

## وصلات خارجية
- (35396) 1997 XF11 في قاعدة بيانات مختبر الدفع النفاث لأجرام النظام الشمسي الصغيرة

- الاكتشاف · مخطط المدار ·  العناصر المدارية · المعلمات المادية

- (35396) 1997 XF11 على موقع ويكي سكاي: DSS2, SDSS, GALEX, IRAS, Hydrogen α, X-Ray, Astrophoto, Sky Map, Articles and images